# Ramas
Ramas fou un estat tributari protegit de l'agència de Mahi Kantha a la presidència de Bombai. Estava format per 9 pobles, amb 865 habitants el 1901. La superfície era de 16 km². Els seus ingressos s'estimaven en 2.623 rúpies el 1900, pagant un tribut de 158 rúpies al Gaikwar de Baroda. El sobirà era un musulmà i en el canvi de segle, per la minoria del príncep fou administrat un temps pel thanadar de Vatrak Kantha.